# 都柏林 (加利福尼亞州)

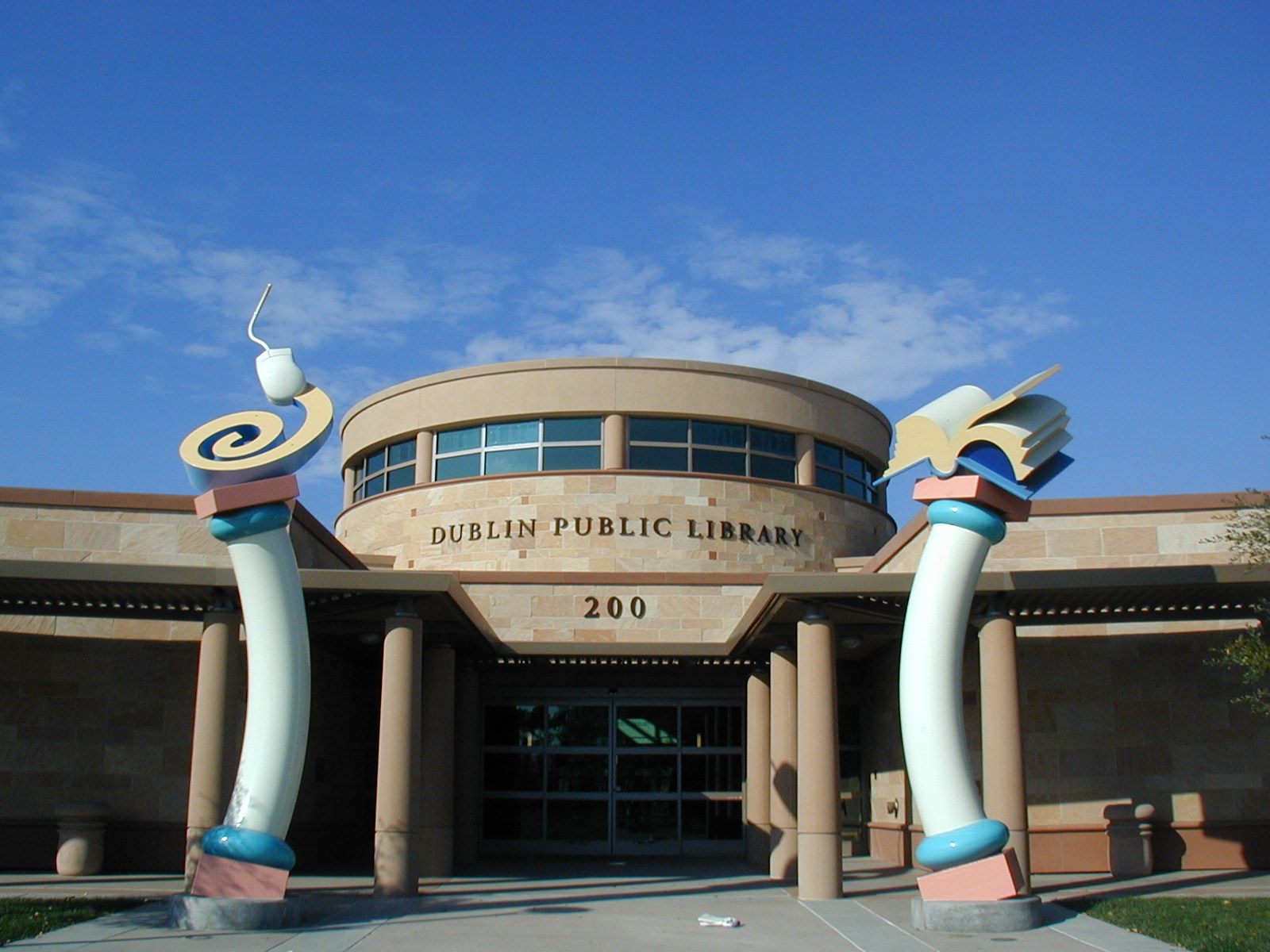
都柏林公共圖書館。

都柏林是美国加利福尼亚州阿拉梅达县內的一座城市，位於舊金山灣區東部，座落在三藩市市中心以東約56公里，奧克蘭市中心以東約37公里及聖荷西市中心以北約50公里。市政府建制于1982年2月1日。城市面积约为38.6平方公里，根据2010年美国人口普查，该市有人口46,036人。而2019年的估算人口為64,826人。
於2018年，該市被當時屬於時代公司旗下的Money評選為全美國最佳居住地方的第7位。

## 外部連結
- 官方网站
- 美國地質調查局地名資訊系統：都柏林 (加利福尼亞州)
- Around Dublin Blog
- Dublin Patch （页面存档备份，存于）
- Dublin, California St. Patrick's Day Website
- Dublin Heritage Center （页面存档备份，存于）
- Dublin Library （页面存档备份，存于）
- BARTable （页面存档备份，存于）
- 维基导游上有關都伯林的旅行指南